# The Black Spider
The Black Spider è un'opera in tre atti di Judith Weir su libretto scritto dalla compositrice. Il lavoro è vagamente basato sulla novella del 1842 Die schwarze Spinne di Jeremias Gotthelf.
Norman Platt, direttore della Kent Opera, raccontò come il suo direttore finanziario Robin Jessel gli prestò una registrazione della saga di Re Harald della Weir; Platt fu molto impressionato dalla sua originalità e dopo aver ascoltato altra sua musica ancora, si incontrò con lei, e le commissionò un'opera per ragazzi con i fondi dell'Arts Council.
La prima dell'opera avvenne nella cripta della Cattedrale di Canterbury il 6 marzo 1985, col tenore Armistead Wilkinson e i ragazzi della Scuola Frank Hooker; dura circa un'ora e un quarto. La Welsh National Youth Opera ha rappresentato l'opera al Millenium Centre di Cardiff nel maggio 2022.
Weir descrive il tono della dell'opera come "a metà tra un video osceno e una commedia brillante".

## Riassunto
L'opera sfrutta l'intersecarsi di due trame e va avanti e indietro tra una leggenda Polacca del Medio Evo ed un taglio giornalistico contemporaneo a proposito di una maledizione per l'apertura di una tomba nella Cattedrale di Cracovia.
Gli abitanti del villaggio oppressi da un signore malvagio hanno il compito di portare un intero bosco di faggi sulla cima della montagna dove egli vive. Uno strano uomo verde appare e dice che farà lui il lavoro a condizione che la ragazza del villaggio, Cristina, lo sposi. Cristina sta progettando di sposarsi Carl, ma ritiene che possa risolvere la questione in seguito. Il piccolo uomo verde porta a termine il suo impegno come concordato, ma Cristina ovviamente non mantiene la parola e sposa Carl. Durante la cerimonia un ragno striscia fuori dalla sua mano e questo poi comincia a provocare una piaga nel villaggio. Alla fine il disastro si arresta quando Cristina cattura il ragno e la seppellisce in una tomba di fuori della chiesa.
Nella storia moderna sono in corso degli scavi presso la tomba di Casimiro IV, nella Cattedrale Wawel, Cracovia. Sempre più gli archeologi sono colpiti da un virus mortale senza nessun indizio sul motivo per cui sta accadendo.

## Versione tedesca
Al direttore d'orchestra e compositore Benjamin Gordon fu richiesto dalla Staatsoper di Amburgo di rivedere e ampliare l'opera per la stagione 2008/2009. Al fine di differenziarla dalla versione inglese, la versione tedesca è anche conosciuto come "Das Geheimnis der Schwarzen Spinne" (Il segreto del ragno nero). L'orchestra è stata ampliata per includere archi completi, aumentati i clarinetti originali e le trombe. Le parti delle percussioni sono risultate significativamente modificate, sostituendo molti degli strumenti artigianali con percussioni tradizionali. La parte originale di chitarra è stata sostituita con una nuova importante parte per arpa. Le parti vocali sono state modificate per permettere ai cantanti di utilizzare di più la loro estensione vocale e arie e insiemi sono stati estesi, utilizzando nuovo materiale basato su motivi già esistenti. L'aggiunta di diversi nuovi intermezzi orchestrali che incorporano parte della musica esistente rende il lavoro leggermente più lungo (circa 75 minuti). In confronto all'orchestrazione originale, quella di Gordon è ancora su misura per i giovani cantanti, ma per cantanti più esperti rispetto all'originale in quanto è ritmicamente più complessa. In alcuni punti la musica è più della Transilvania, in altri più sinistra, mentre la musica "ragno" consente all'orchestra di condividere il palcoscenico con i cantanti. Judith Weir ha partecipato alla prima l'8 febbraio 2009. La versione "Hamburg" è stata successivamente eseguita a Bonn (2010), Regensburg (2011) e Dortmund (2014).